# PWD (gezondheidszorg)
Het PWD is een Nederlandse informatiestandaard voor de gezondheidszorg. Het ondersteunt digitale informatie-uitwisseling tussen verloskundigen, gynaecologen, kinderartsen, verpleegkundigen en onderzoekers die direct betrokken zijn bij de zorg voor de zwangere en haar kind, en die betrokken zijn bij de kwaliteitsverbetering van verloskundige zorg.

## Aanleiding
Directe aanleiding voor ontwikkeling van het PWD is het rapport 'Een goed begin' dat de Stuurgroep Zwangerschap en Geboorte in 2009 heeft opgesteld in opdracht van het ministerie van VWS.
De stuurgroep heeft geadviseerd de samenwerking tussen de eerste- en tweedelijnszorg te verbeteren, onder andere door betere communicatie tijdens overdrachtsmomenten. Ketenpartners in de perinatale zorg onderschrijven deze aanbeveling en de minister van VWS heeft voor de ontwikkeling subsidie beschikbaar gesteld.

## Doel
Gebruik van het PWD is een van de maatregelen die de beroepsgroepen en het ministerie van VWS nemen om de zorg bij zwangerschap en geboorte te verbeteren waardoor de perinatale sterfte in Nederland kan verminderen. Op termijn zal ook de zwangere via het PWD inzicht krijgen in het verloop van haar zwangerschap en de geplande zorg. Eenmalige vastlegging van gegevens tijdens de zorgverlening (bij de bron) moet de compleetheid en betrouwbaarheid van de zorggegevens verbeteren en de administratieve lasten verminderen door meervoudig gebruik van deze gegevens binnen de verloskundige keten.

## Eenheid van taal
Ketenpartners binnen de geboortezorg en het expertisecentrum Nictiz hebben samenwerkend binnen het programma PWD de perinatale dataset opgesteld, die de basis legt voor eenduidige digitale dossiervorming en informatie-uitwisseling. Deze dataset is de standaard voor digitale dossiervorming, koppelingen en informatie-uitwisseling in de perinatale zorg en wordt jaarlijks geactualiseerd door de betrokken partners.

## Digitale uitwisseling
Digitalisering van de bestaande informatie-uitwisseling tussen zorgverleners maakt het mogelijk dat de gegevens van een zwangere, barende of kraamvrouw en haar kind bij overdracht onmiddellijk beschikbaar zijn voor de tweede- of derdelijns zorgverleners aan wie de zorg wordt overgedragen. Voor digitale uitwisseling tussen de diverse systemen van zorgverleners ontwikkelt het PWD-programma berichten in lijn met de actuele standaarden voor zorg-ICT, waaronder de GBZ-eisen voor zorginstellingen, de taal HL7v3 en de landelijke zorginfrastructuur Aorta.

## Voortgang
Het PWD programma is medio 2011 gestart. De eerste release van de perinatale dataset is voltooid. Eind 2012 gebruiken 220 verloskundigenpraktijken het PWD voor aanlevering van gegevens aan het Centrum voor Bevolkingsonderzoek van het RIVM voor screening op Down/SEO, PSIE en de hielprik, en aan de Stichting Perinatale Registratie Nederland (PRN). 130 verloskundigenpraktijken treffen voorbereidingen voor gebruik van het PWD. In 2013 worden pilots gehouden om gebruik van het PWD bij acute overdrachten tussen eerste- en tweedelijns verloskunde te beproeven. Vervolgens zal het programma zich richten op het faciliteren van consulten, reguliere overdrachten en terugkoppelingen tussen de eerste- en tweedelijn.

## Besturing en bekostiging
Het PWD programma wordt geleid door de stuurgroep PWD, waarin zijn vertegenwoordigd de Koninklijke Nederlandse Organisatie van Verloskundigen (KNOV), de Nederlandse Vereniging voor Obstetrie en Gynaecologie (NVOG), de Nederlandse Vereniging voor Kindergeneeskunde (NVK), het RIVM-Centrum voor Bevolkingsonderzoek (CvB), het College Perinatale Zorg (CPZ) en Nictiz. Naarmate de ketensamenwerking rond het PWD zich verder ontwikkelt, zullen meer ketenpartners worden vertegenwoordigd binnen deze stuurgroep. De ontwikkeling van het PWD wordt gesubsidieerd door het ministerie van VWS.